# Dipartimento di Koumpentoum
Il dipartimento di Koumpentoum (fr. Département de Koumpentoum) è un dipartimento del Senegal, appartenente alla regione di Tambacounda. Il capoluogo è la cittadina di Koumpentoum.
Si estende nella parte occidentale della regione, su parte dell'alto bacino del fiume Saloum; confina a sud, per un breve tratto, con il Gambia.
Il dipartimento di Koumpentoum comprende 2 comuni e 2 arrondissement, a loro volta suddivisi in 8 comunità rurali.
comuni:
- Koumpentoum
- Malem Niani

arrondissement:
- Bamba Thialene
- Kouthiaba Wolof